# 博爾內蘇利諾沃
博爾內蘇利諾沃是波蘭的城鎮，位於該國西北部，距離首府什切青18公里，由西波美拉尼亞省負責管轄，始建於十五世紀，面積18.15平方公里，海拔高度152米，2006年人口4,224人。

## 外部連結
- Official Website （页面存档备份，存于）
- gallery of pictures Archive.today的存檔，存档日期2013-04-16
- Photo gallery
- The Bank of the Camp IID Gross Born （页面存档备份，存于）
- International Gathering Of Military Vehicles (English page)

53°32′N 16°32′E / 53.533°N 16.533°E